# Rastislau da Morávia
Rastislau, Rostislau, Rastislav ou Rostislav (em latim: Rastiz - em grego:  Rasisthlabos), também conhecido como São Rastislau, foi o segundo monarca conhecido da Grande Morávia, reinando entre 846 e 870. Embora ele tenha começado seu reinado como vassalo de Luís, o Germânico, rei da Frância Oriental, ele consolidou seu governo a ponto de, depois de 855, conseguir repelir diversos ataques francos. Por iniciativa sua, dois irmãos, Cirilo e Metódio, enviados pelo imperador bizantino Miguel III em 863, traduziram os mais importantes livros litúrgicos cristãos para o antigo eslavônico eclesiástico.
Rastislau foi deposto pelo sobrinho Zuentibaldo I, que o entregou para os francos.

## Primeiros anos
De acordo com os "Anais de Fulda", Rastislau era um sobrinho de Moimir I, o primeiro monarca conhecido da Morávia. Nada se sabe sobre sua vida antes de 846[a], mas é possível que ele tenha servido como refém para seu tio na corte de Luís, o Germânico. O rei franco invadiu a Morávia neste ano, depôs Moimir I e instalou Rastislau como o novo duque. É provável que ele já fosse cristão quando acedeu ao trono e não há dúvidas de que ele foi batizado no máximo até esta data, pois o batismo era uma das condições impostas pelo rei franco pelo apoio.

## Rumando para a independência

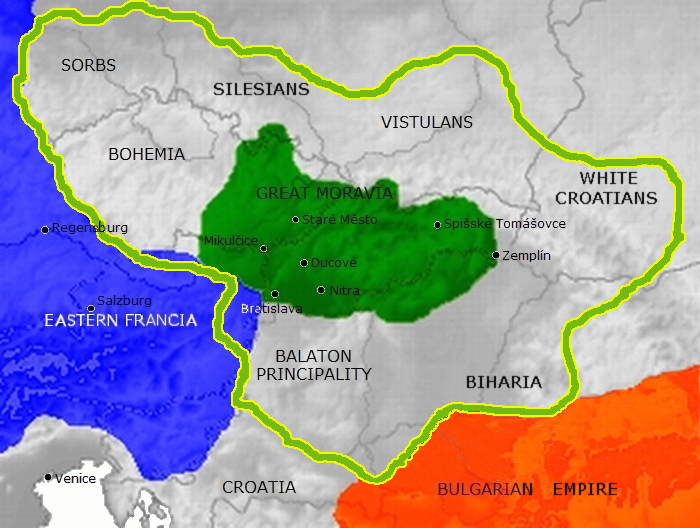
Grande Morávia sob Rastislau (870) em verde. A linha verde marca o limite máximo da expansão sob Zuentibaldo I (894).

Nos primeiros oito anos do reinado de Rastislau não houve relato de revoltas morávias, o que sugere que Rastislau permaneceu fiel a Luís. Neste período, Rastislau parece ter conseguido ampliar seus domínios para o oriente, estabelecendo uma nova fronteira com o Primeiro Império Búlgaro. De acordo com os "Annales Bertiniani", em 853, Carlos, o Calvo, rei da Frância Ocidental, subornou os búlgaros para que, aliados aos "eslavos" (aparentemente os morávios), atacassem o reino de Luís, o Germano. No decorrer do ataque búlgaro-morávio, Luís depôs o prefeito do Marquesado da Panônia, Ratpot, que imediatamente se aliou a Rastislau, o que sugere que o duque morávio já se sentia confiante o suficiente para desafiar seu senhor franco.
Em 855, o rei franco oriental juntou um enorme exército para invadir a Morávia. Porém, o atacasse fracassou perante as muralhas de uma das fortalezas que Rastislau (talvez Mikulčice, atualmente na República Checa) parece ter construído nos anos anteriores. Despreparado para um cerco prolongado, o rei foi forçado a recuar e, conforme o fazia, seu exército conseguiu derrotar uma grande força morávia. Apesar disso, o exército de Rastislau seguiu os francos e saqueou diversas propriedades inimigas às margens do Danúbio.
No ano seguinte, Luís, o Germânico, entregou o comando dos marquesados a sudeste de seu reino ao filho, Carlomano, que foi encarregado de defendê-los dos morávios. De acordo com os "Anais de Fulda", Carlomano liderou uma nova expedição contra Rastislau em 858, mas sua campanha fracassou também, aumentando ainda mais a ousadia do duque morávio. No futuro, ambos seriam aliados contra o pai de Carlomano.
| “ | Karlmann, filho de Luís, rei da Alemanha, se aliou com Rastiz, o pequeno rei (regulus) dos wends e desertou do pai. Com a ajuda de Rastiz, ele usurpou uma considerável porção do reino do pai, chegando até o rio Inn. | ” |
|   | — Anais de St-Bertin (ano 861). |   |

Pribina, o duque eslavo da Panônia Inferior, morreu lutando contra os morávios em 861, o que sugere que Carlomano também havia concedido esta província a Rastislau. Como resposta à revolta aberta do filho e Rastislau, Luís negociou uma contra-aliança com Bóris I da Bulgária. Ele fingiu estar se preparando para atacar a Morávia, mas, no último momento, marchou contra Carlomano que, pego desprevenido, foi obrigado a se render.

## Missão dos santos Cirilo e Metódio
Para aumentar sua capacidade de manobra, Rastislau tentou impedir as atividades dos missionários franceses em seu reino. Para iss,o por volta de 862, ele primeiro tentou contatar a Santa Sé. Sem sucesso, ele então pediu por "professores" em Constantinopla para poder formar sacerdotes morávios. Sua embaixada na capital bizantina enfatizou também a necessidade de que estes "professores" fossem capazes de falar a língua eslava.
O pedido de Rastislau foi atendido quando Constantino (Cirilo) e Metódio, dois irmãos que haviam aprendido o dialeto eslavo falado em Tessalônica chegaram com uns poucos discípulos na Morávia em 863. Os dois logo se dedicaram à tarefa para a qual foram enviados utilizado o eslavônico para ensinar e para a missa e Constantino chegou mesmo a inventar um alfabeto para os eslavos. O clero francês logo percebeu que as atividades dos dois irmãos bizantinos representava uma ameaça às suas atividades, mas, como os dois estavam sob a proteção de Rastislau, Luís, o Germânico, enviou Salomão I, o bispo de Constance, para Roma, onde ele relatou como a Diocese de Passau teria sido "fragmentada e arruinada" pela deserção dos morávios.
O rei franco estava também planejando lançar uma grande campanha contra Rastislau com o apoio de Bóris I da Bulgária. Embora ele tenha desistido de participar no último minuto, a nova campanha foi um sucesso. Em agosto de 864, Luís invadiu a Morávia depois de cruzar o Danúbio para cercar civitas Dowina (identificada, embora não unanimemente com o Castelo de Devín na Eslováquia). O rei aparentemente pegou Rastislau de surpresa e o aprisionou na fortaleza. Incapaz de escapar, Rastislau se rendeu, entregou diversos altos nobres como reféns e fez um novo juramento de lealdade.
A camapanha do rei, porém, não resultou na subjugação completa de Rastislau. Em 865, de acordo com os "Anais de St-Bertin", Luís enviou seus exércitos contra os wends (eslavos) e, segundo os "Anais de Fulda", Werner, um conde da Panônia Superior, foi convocado no mesmo ano perante o rei e acusado de conspirar com Rastislau. No final de 866, Constantino e Metódio partiram para Veneza, onde foram persuadidos pelos emissários do papa a irem para Roma. Lá, o papa Adriano II aprovou as traduções eslavônicas das Escrituras, consagrando seus discípulos eslavos como sacerdotes e chegou mesmo a permitir que eles cantassem a liturgia eslava nas igrejas de Roma.

## Anos finais
No início de 868, o filho de Luís, o Germânico, Carlomano, conseguiu duas vitórias contra Rastislau, retornando carregado de espólios. Em agosto, o próprio rei planejava invadir novamente a Morávia, mas ficou doente de repente. O filho mais novo do rei, Carlos, o Gordo, tomou a frente da invasão e, invadindo o reino de Rastislau, incendiou todas as fortalezas que encontrou depois de derrotar as forças enviadas contra ele. Nesta época, de acordo com os "Anais de Fulda", Rastislau, que havia concedido sua "velha cidade" para o sobrinho, Zuentibaldo, passou a governar a partir de sua "fortaleza indescritível", que pode ser identificada como sendo Mikulčice (na República Checa). Em 869, o papa Adriano II, que estava decidido a reviver a Diocese da Ilíria, consagrou Metódio como arcebispo  de Sírmio (Sremska Mitrovica, Sérvia) e legado papal de todos os eslavos, incluindo os territórios de Rastislau, Zuentibaldo e do filho de Pribina, Gozilo.
Zuentibaldo, neste ínterim, começou a negociar com Carlomano sem o conhecimento de Rastislau e aceitou a suserania dele sobre si e sobre seu reino. Rastislau ficou "fora de si de raiva" quando soube da traição do sobrinho e armou para assassiná-lo num banquete. Avisado, Zuentibaldo conseguiu escapar fingindo ter faltado para ir caçar com falcões. Quando Rastislau enviou soldados para cacá-lo, Zuentibaldo capturou-o e o enviou, acorrentado, para Carlomano.
Rastislau foi enviado sob pesada guarda para Regensburg enquanto Carlomano invadia a Morávia e subjugava todos os seus castelos. Em Regensburgo, Luís, o Germânico, recebeu Rastislau acorrentado com pesados grilhões para ser julgado por uma assembleia de francos, bávaros e eslavos. Ele foi condenado à morte por traição, mas o rei comutou sua a pena para cegamento e prisão. Rastislau morreu na prisão.

## Devoção
O duque Rastislau foi canonizado pela Igreja Ortodoxa Tcheco-Eslovaca em Prešov em 1994.